# Listă de nume românești - litera V
Această pagină, supusă continuu îmbunătățirii, conține peste 1400 de nume de familie românești care încep cu litera V.
| Va - Vacea (wikt) - Vaciu (wikt) - Vacla (wikt) - Vacniuc (wikt) - Vadi (wikt) - Vadim (wikt) - Vagia (wikt) - Vagner (wikt) - Vahani (wikt) - Vahanii (wikt) - Vahnovan (wikt) - Vahnovanu (wikt) - Vahnovean (wikt) - Vahnoveanu (wikt) - Vaibăr (wikt) - Vaicăr (wikt) - Vaida (wikt) - Vaidahăzan (wikt) - Vaidaș (wikt) - Vaidasiean (wikt) - Vaidașigan (wikt) - Vaideanu (wikt) - Vaidoș (wikt) - Vaidsigan (wikt) - Vaina (wikt) - Vainer (wikt) - Vaipan (wikt) - Vaisingher (wikt) - Vaiti (wikt) - Vaivoda (wikt) - Vajutiu (wikt) - Valacec (wikt) - Valachi (wikt) - Valah (wikt) - Valanschi (wikt) - Valasă (wikt) - Valașciuc (wikt) - Valca (wikt) - Valchizan (wikt) - Valeca (wikt) - Valenaș (wikt) - Valenca (wikt) - Valentic (wikt) - Valentin (wikt) - Valer (wikt) - Valerian (wikt) - Valerică (wikt) - Valeriu (wikt) - Valeruș (wikt) - Valet (wikt) - Valică (wikt) - Valimărescu (wikt) - Valnoiu (wikt) - Valoschi (wikt) - Valosin (wikt) - Valter (wikt) - Vamăș (wikt) - Vameș (wikt) - Vameșu (wikt) - Vamoș (wikt) - Vamu (wikt) - Vamvu (wikt) - Vanau (wikt) - Vanc (wikt) - Vanca (wikt) - Vancă (wikt) - Vancea (wikt) - Vanci (wikt) - Vancia (wikt) - Vanciu (wikt) - Vanciuc (wikt) - Vancu (wikt) - Vandici (wikt) - Vandor (wikt) - Vandra (wikt) - Vanea (wikt) - Vanga (wikt) - Vanghele (wikt) - Vanghelescu (wikt) - Vangheli (wikt) - Vanghelie (wikt) - Vanghelii (wikt) - Vangu (wikt) - Vanjeu (wikt) - Vanț (wikt) - Vanța (wikt) - Vanță (wikt) - Vanti (wikt) - Vanțu (wikt) - Vanzariuc (wikt) - Vapirovschi (wikt) - Vapiț (wikt) - Vara (wikt) - Vară (wikt) - Varachiu (wikt) - Varcă (wikt) - Varci (wikt) - Vardai (wikt) - Vardianu (wikt) - Varea (wikt) - Varenic (wikt) - Varga (wikt) - Vargă (wikt) - Varganici (wikt) - Vargha (wikt) - Vargovschi (wikt) - Vari (wikt) - Varia (wikt) - Varian (wikt) - Variu (wikt) - Varlam (wikt) - Varnaiote (wikt) - Vartanu (wikt) - Vartic (wikt) - Vartolomei (wikt) - Vartolomeu (wikt) - Varvara (wikt) - Varvari (wikt) - Varvarichi (wikt) - Varvaroi (wikt) - Varza (wikt) - Varzari (wikt) - Varză (wikt) - Vas (wikt) - Vasâlca (wikt) - Vasâliu (wikt) - Vasaliuț (wikt) - Vasânc (wikt) - Vașarhelean (wikt) - Vasaș (wikt) - Vașchi (wikt) - Vașcovici (wikt) - Vascu (wikt) - Vasea (wikt) - Vasi (wikt) - Vasian (wikt) - Vasicuță (wikt) - Vasie (wikt) - Vasiel (wikt) - Vasieș (wikt) - Vasiescu (wikt) - Vasil (wikt) - Vasilache (wikt) - Vasilachi (wikt) - Vasilan (wikt) - Vasilaș (wikt) - Vasilca (wikt) - Vasilcan (wikt) - Vasilcău (wikt) - Vasilcin (wikt) - Vasilcoi (wikt) - Vasilcoiu (wikt) - Vasilcu (wikt) - Vasile (wikt) - Vasilea (wikt) - Vasilean (wikt) - Vasilenco (wikt) - Vasileniuc (wikt) - Vasilescu (wikt) - Vasili (wikt) - Vasiliade (wikt) - Vasilian (wikt) - Vasilică (wikt) - Vasilichi (wikt) - Vasilichioaie (wikt) - Vasilie (wikt) - Vasilievici (wikt) - Vasiliniuc (wikt) - Vasiliță (wikt) - Vasiliu (wikt) - Vasiliuț (wikt) - Vasilniuc (wikt) - Vasiloaia (wikt) - Vasiloaica (wikt) - Vasiloanca (wikt) - Vasiloi (wikt) - Vasiloiu (wikt) - Vasiloni (wikt) - Vasiloschi (wikt) - Vasilovici (wikt) - Vasiluț (wikt) - Vasiluță (wikt) - Vasin (wikt) - Vasinc (wikt) - Vasinca (wikt) - Vasindac (wikt) - Vasițiu (wikt) - Vasiu (wikt) - Vașlaban (wikt) - Vaslavschi (wikt) - Vașloban (wikt) - Vaslui (wikt) - Vasluian (wikt) - Vasluianu (wikt) - Vașniuc (wikt) - Vasoc (wikt) - Vasole (wikt) - Vaștag (wikt) - Vasu (wikt) - Văsuianu (wikt) - Vasule (wikt) - Vata (wikt) - Vataman (wikt) - Vatamaniuc (wikt) - Vatamanu (wikt) - Vatcu (wikt) - Vatmanu (wikt) - Vatră (wikt) | Vă - Văcălie (wikt) - Văcar (wikt) - Văcărașu (wikt) - Văcărciuc (wikt) - Văcărean (wikt) - Văcăreanu (wikt) - Văcărel (wikt) - Văcărelu (wikt) - Văcărescu (wikt) - Văcăreșteanu (wikt) - Văcărianu (wikt) - Văcărița (wikt) - Văcăriță (wikt) - Văcariu (wikt) - Văcăriuc (wikt) - Văcăroiu (wikt) - Văcaru (wikt) - Văcăruc (wikt) - Văcărui (wikt) - Văcăruș (wikt) - Văcărușu (wikt) - Văcean (wikt) - Văculișteanu (wikt) - Văcuț (wikt) - Văcuță (wikt) - Văcuți (wikt) - Vădan (wikt) - Vădana (wikt) - Vădană (wikt) - Vădănescu (wikt) - Vădănoiu (wikt) - Vădanovici (wikt) - Vădăreanu (wikt) - Vădășan (wikt) - Vădăstreanu (wikt) - Vădean (wikt) - Vădeanu (wikt) - Vădescu (wikt) - Vădineanu (wikt) - Vădișteanu (wikt) - Vădova (wikt) - Vădrariu (wikt) - Vădulescu (wikt) - Văduva (wikt) - Văduveanu (wikt) - Văduvescu (wikt) - Văduvoiu (wikt) - Văetiș (wikt) - Văetiși (wikt) - Văetuș (wikt) - Văgă (wikt) - Văgăună (wikt) - Văgăunescu (wikt) - Văianțu (wikt) - Văican (wikt) - Văidean (wikt) - Văideanu (wikt) - Văidescu (wikt) - Văidian (wikt) - Văidianu (wikt) - Văietiș (wikt) - Văietiși (wikt) - Văitiș (wikt) - Văitoianu (wikt) - Văituș (wikt) - Văjdeanu (wikt) - Vălan (wikt) - Vălăreanu (wikt) - Vălase (wikt) - Vălăsuțean (wikt) - Vălășutean (wikt) - Vălăsuțeanu (wikt) - Vălcan (wikt) - Vălcăneanțu (wikt) - Vălcăuan (wikt) - Vălceanu (wikt) - Văle (wikt) - Vălean (wikt) - Văleanu (wikt) - Vălesășan (wikt) - Vălescu (wikt) - Vălianu (wikt) - Vălimăreanu (wikt) - Văliță (wikt) - Vălu (wikt) - Vălușescu (wikt) - Văluțanu (wikt) - Văman (wikt) - Vămanu (wikt) - Văncică (wikt) - Vănușcă (wikt) - Vănuț (wikt) - Vănuță (wikt) - Vărădian (wikt) - Vărădin (wikt) - Văran (wikt) - Vărărea (wikt) - Vărărean (wikt) - Vărăreanu (wikt) - Vărariu (wikt) - Văraru (wikt) - Vărășeț (wikt) - Vărășteanu (wikt) - Vărăștenu (wikt) - Vărăticeanu (wikt) - Vărătuceanu (wikt) - Vărbanciu (wikt) - Vărcuș (wikt) - Vărcuți (wikt) - Vărgălui (wikt) - Vărgăluță (wikt) - Vărgănici (wikt) - Vărgatu (wikt) - Vărgău (wikt) - Vărguța (wikt) - Vărmaga (wikt) - Vărneanu (wikt) - Vărniceru (wikt) - Vărșandan (wikt) - Vărșăndan (wikt) - Vărșendan (wikt) - Vărvara (wikt) - Vărvăruc (wikt) - Vărzan (wikt) - Vărzar (wikt) - Vărzare (wikt) - Vărzăreanu (wikt) - Vărzari (wikt) - Vărzariu (wikt) - Vărzaru (wikt) - Vărzescu (wikt) - Văsâi (wikt) - Văsâie (wikt) - Văsălac (wikt) - Văsălag (wikt) - Văsălățeanu (wikt) - Văsălie (wikt) - Văsar (wikt) - Vășcan (wikt) - Văscu (wikt) - Văsescu (wikt) - Văsi (wikt) - Văsii (wikt) - Văsîi (wikt) - Văsioiu (wikt) - Văsoiu (wikt) - Văștagu (wikt) - Văsui (wikt) - Văsuș (wikt) - Văsuț (wikt) - Văsuțiu (wikt) - Vătafu (wikt) - Vătăjanu (wikt) - Vătăjelu (wikt) - Vătăman (wikt) - Vătămănel (wikt) - Vătămănelu (wikt) - Vătămănescu (wikt) - Vătămăniță (wikt) - Vătămaniuc (wikt) - Vătămăniuc (wikt) - Vătămanu (wikt) - Vătămănuță (wikt) - Vătămescu (wikt) - Vătășel (wikt) - Vătășelu (wikt) - Vătășescu (wikt) - Vătășoiu (wikt) - Vătav (wikt) - Vătăvoiu (wikt) - Vătavu (wikt) - Vătcărău (wikt) - Vătovoiu (wikt) - Vătrăescu (wikt) - Vătrai (wikt) - Vătu (wikt) - Vătui (wikt) - Vătuiu (wikt) - Văvăruș (wikt) - Văzdăuțeanu (wikt) - Văzdoagă (wikt) | Vâ - Vâc (wikt) - Vâclea (wikt) - Vâdcă (wikt) - Vâga (wikt) - Vâiu (wikt) - Vâjâială (wikt) - Vâjâianu (wikt) - Vâjaică (wikt) - Vâjâitu (wikt) - Vâjdea (wikt) - Vâjea (wikt) - Vâjeu (wikt) - Vâjiac (wikt) - Vâju (wikt) - Vâlcan (wikt) - Vâlcăuan (wikt) - Vâlcea (wikt) - Vâlceanu (wikt) - Vâlcelan (wikt) - Vâlcescu (wikt) - Vâlciu (wikt) - Vâlcov (wikt) - Vâlcovici (wikt) - Vâlcu (wikt) - Vâlculescu (wikt) - Vâlculeț (wikt) - Vâlș (wikt) - Vâlsan (wikt) - Vâlsceanu (wikt) - Vâlva (wikt) - Vâlvoi (wikt) - Vâlvorea (wikt) - Vână (wikt) - Vânachi (wikt) - Vânaga (wikt) - Vânătoru (wikt) - Vânatu (wikt) - Vândalac (wikt) - Vântdevară (wikt) - Vântu (wikt) - Vântur (wikt) - Vânturache (wikt) - Vânturiș (wikt) - Vânvu (wikt) - Vârâceanu (wikt) - Vârban (wikt) - Vârcan (wikt) - Vârciu (wikt) - Vârcuș (wikt) - Vârdol (wikt) - Vârfeanu (wikt) - Vârga (wikt) - Vârgă (wikt) - Vârghileanu (wikt) - Vârgolici (wikt) - Vârjan (wikt) - Vârje (wikt) - Vârjean (wikt) - Vârjiac (wikt) - Vârjoche (wikt) - Vârjog (wikt) - Vârjoghie (wikt) - Vârlam (wikt) - Vârlan (wikt) - Vârlănuță (wikt) - Vârlănuțe (wikt) - Vârlar (wikt) - Vârlea (wikt) - Vârloi (wikt) - Vârloianu (wikt) - Vârnav (wikt) - Vârsan (wikt) - Vârșanu (wikt) - Vârșcă (wikt) - Vârșeșcu (wikt) - Vârtaciu (wikt) - Vârtei (wikt) - Vârtej (wikt) - Vârtejan (wikt) - Vârtejanu (wikt) - Vârtejeanu (wikt) - Vârtejelu (wikt) - Vârtejianu (wikt) - Vârtopan (wikt) - Vârtopeanu (wikt) - Vârtosu (wikt) - Vârvea (wikt) - Vârvorea (wikt) - Vârvoreanu (wikt) - Vârzob (wikt) - Vâsc (wikt) - Vâșcan (wikt) - Vâscar (wikt) - Vâță (wikt) - Vâtca (wikt) - Vâtcă (wikt) - Vâtea (wikt) - Vâțu (wikt) - Vâzdoagă (wikt) | Vd - Vdovicencu (wikt) | Ve - Veber (wikt) - Veca (wikt) - Vecerdea (wikt) - Vecerdi (wikt) - Vecerzan (wikt) - Veche (wikt) - Vechiu (wikt) - Vecinu (wikt) - Veciuncă (wikt) - Vecliuc (wikt) - Vecon (wikt) - Vecu (wikt) - Veculae (wikt) - Vedean (wikt) - Vedere (wikt) - Vedina (wikt) - Vedinaș (wikt) - Vedincaș (wikt) - Vega (wikt) - Veghea (wikt) - Veghinaș (wikt) - Veia (wikt) - Veizan (wikt) - Veizu (wikt) - Veja (wikt) - Vela (wikt) - Velcan (wikt) - Velcea (wikt) - Velcean (wikt) - Velcelean (wikt) - Velcescu (wikt) - Velcherean (wikt) - Velchereanu (wikt) - Velcinschi (wikt) - Velcioiu (wikt) - Velciu (wikt) - Velcotă (wikt) - Velcovici (wikt) - Velcu (wikt) - Velculescu (wikt) - Vele (wikt) - Velea (wikt) - Veleanovici (wikt) - Veleanu (wikt) - Veleș (wikt) - Veleșco (wikt) - Velescu (wikt) - Veleșcu (wikt) - Veli (wikt) - Velia (wikt) - Velian (wikt) - Velianu (wikt) - Velica (wikt) - Velică (wikt) - Velican (wikt) - Velicaru (wikt) - Velicea (wikt) - Veliceasa (wikt) - Veliche (wikt) - Velichea (wikt) - Velichi (wikt) - Velici (wikt) - Veliciu (wikt) - Velicoiu (wikt) - Velicu (wikt) - Veligdan (wikt) - Velinschi (wikt) - Velișca (wikt) - Velișcă (wikt) - Velișcu (wikt) - Veliu (wikt) - Velniceriu (wikt) - Velniceru (wikt) - Velniciuc (wikt) - Velnicu (wikt) - Velniță (wikt) - Velovan (wikt) - Velțan (wikt) - Velțean (wikt) - Velțenescu (wikt) - Veluaia (wikt) - Velula (wikt) - Vencon (wikt) - Vencu (wikt) - Veneciuc (wikt) - Venenciuc (wikt) - Venescu (wikt) - Venețeanu (wikt) - Venețenu (wikt) - Vengzenovici (wikt) - Venin (wikt) - Veniș (wikt) - Vențel (wikt) - Venter (wikt) - Vera (wikt) - Verba (wikt) - Verban (wikt) - Verbiceanu (wikt) - Verbina (wikt) - Verbinț (wikt) - Verbiță (wikt) - Verbițchi (wikt) - Verboncu (wikt) - Verbuncu (wikt) - Verbuță (wikt) - Verchelean (wikt) - Verdaș (wikt) - Verde (wikt) - Verdea (wikt) - Verdeș (wikt) - Verdeșel (wikt) - Verdeșescu (wikt) - Verdeși (wikt) - Verdeț (wikt) - Verdeți (wikt) - Verdețu (wikt) - Verdinaș (wikt) - Vere (wikt) - Vereanu (wikt) - Verebcean (wikt) - Verebei (wikt) - Vereha (wikt) - Verejan (wikt) - Verenca (wikt) - Verenciuc (wikt) - Vereș (wikt) - Vereșca (wikt) - Verescu (wikt) - Vereșezan (wikt) - Vereșteanu (wikt) - Vereștiu (wikt) - Vereștiuc (wikt) - Vereștoi (wikt) - Verga (wikt) - Vergea (wikt) - Vergheleț (wikt) - Vergu (wikt) - Vergulescu (wikt) - Vergului (wikt) - Verigeanu (wikt) - Verincă (wikt) - Verinceanu (wikt) - Verincu (wikt) - Verindeanu (wikt) - Veringă (wikt) - Verinică (wikt) - Veriș (wikt) - Verișan (wikt) - Verișanu (wikt) - Veriveș (wikt) - Verlan (wikt) - Verman (wikt) - Verme (wikt) - Vermec (wikt) - Vermeșan (wikt) - Verna (wikt) - Vernea (wikt) - Verneluș (wikt) - Verner (wikt) - Vernescu (wikt) - Vernic (wikt) - Vernica (wikt) - Vernică (wikt) - Verniceanu (wikt) - Vernichescu (wikt) - Verniș (wikt) - Veroc (wikt) - Verovenici (wikt) - Verșin (wikt) - Vertan (wikt) - Ververiș (wikt) - Vervescu (wikt) - Verza (wikt) - Verze (wikt) - Verzea (wikt) - Verzeanu (wikt) - Verzerescu (wikt) - Verzeș (wikt) - Vesa (wikt) - Veșa (wikt) - Veșca (wikt) - Vescan (wikt) - Veșcan (wikt) - Veșcu (wikt) - Vese (wikt) - Vesea (wikt) - Vesei (wikt) - Vesel (wikt) - Vesela (wikt) - Veseli (wikt) - Veseliu (wikt) - Veselnicu (wikt) - Veselovschi (wikt) - Veselu (wikt) - Veslescu (wikt) - Vesman (wikt) - Veso (wikt) - Vespan (wikt) - Vesparu (wikt) - Vespe (wikt) - Veșteman (wikt) - Veștemean (wikt) - Veștemeanu (wikt) - Veștilă (wikt) - Veștineanu (wikt) - Vestuță (wikt) - Vesu (wikt) - Veta (wikt) - Vetan (wikt) - Vețean (wikt) - Vețeanu (wikt) - Vețeleanu (wikt) - Vetișan (wikt) - Vetișanu (wikt) - Vetoschin (wikt) - Vetrea (wikt) - Vetreș (wikt) - Vetrici (wikt) - Vetrilă (wikt) - Vetrineanu (wikt) - Veverca (wikt) - Veveriță (wikt) - Veza (wikt) - Vezan (wikt) - Vezăteu (wikt) - Vezătiu (wikt) - Vezea (wikt) - Vezeanu (wikt) - Vezelovici (wikt) - Vezențan (wikt) - Vezeteu (wikt) - Vezetiu (wikt) - Veziteu (wikt) - Vezniu (wikt) - Vezniuc (wikt) - Vezoc (wikt) - Vezure (wikt) | Vi - Vianu (wikt) - Viarbă (wikt) - Viașiu (wikt) - Viașu (wikt) - Vica (wikt) - Vică (wikt) - Vicaș (wikt) - Vicea (wikt) - Vicenți (wikt) - Vicenția (wikt) - Vicenție (wikt) - Vicențiu (wikt) - Vicenze (wikt) - Vichente (wikt) - Vichi (wikt) - Vichin (wikt) - Vichiriuc (wikt) - Vichiuc (wikt) - Viciagă (wikt) - Vicieanu (wikt) - Viclea (wikt) - Viclei (wikt) - Vicliuc (wikt) - Vicoceanu (wikt) - Vicol (wikt) - Vicoleanu (wikt) - Vicoș (wikt) - Vicovan (wikt) - Vicovanu (wikt) - Vicoveanu (wikt) - Vicovianu (wikt) - Vicșai (wikt) - Victor (wikt) - Victora (wikt) - Victorescu (wikt) - Victoria (wikt) - Victoriea (wikt) - Vid (wikt) - Vida (wikt) - Vidan (wikt) - Videan (wikt) - Videanu (wikt) - Videnie (wikt) - Videscu (wikt) - Vidican (wikt) - Vidmichi (wikt) - Vidoe (wikt) - Vidoni (wikt) - Vidovici (wikt) - Vidraru (wikt) - Vidrașc (wikt) - Vidrașcu (wikt) - Vidrean (wikt) - Vidrighin (wikt) - Vidroi (wikt) - Vidru (wikt) - Vidu (wikt) - Vienescu (wikt) - Vier (wikt) - Vierașu (wikt) - Viereanu (wikt) - Vierița (wikt) - Vieriță (wikt) - Vieriu (wikt) - Vieru (wikt) - Vieșanu (wikt) - Vieșoiu (wikt) - Viespe (wikt) - Viespescu (wikt) - Viezure (wikt) - Viezureanu (wikt) - Vifălean (wikt) - Vifor (wikt) - Vigă (wikt) - Vigariu (wikt) - Vigaru (wikt) - Vigheci (wikt) - Vighi (wikt) - Vigu (wikt) - Viișoreanu (wikt) - Vijlar (wikt) - Vijloi (wikt) - Vijoli (wikt) - Vijulan (wikt) - Vijulie (wikt) - Vilă (wikt) - Vilae (wikt) - Vilaia (wikt) - Vilara (wikt) - Vilău (wikt) - Viliam (wikt) - Viloiu (wikt) - Vilț (wikt) - Viman (wikt) - Vimlatin (wikt) - Vinaru (wikt) - Vinaș (wikt) - Vinași (wikt) - Vincovici (wikt) - Vindevară (wikt) - Vindreanu (wikt) - Vine (wikt) - Vinea (wikt) - Vinerean (wikt) - Vinereanu (wikt) - Vinersan (wikt) - Vinersar (wikt) - Vinersariu (wikt) - Vineș (wikt) - Vingărzan (wikt) - Vinghieac (wikt) - Vinț (wikt) - Vințan (wikt) - Vinte (wikt) - Vintea (wikt) - Vințean (wikt) - Vințeler (wikt) - Vinter (wikt) - Vinți (wikt) - Vințieler (wikt) - Vintila (wikt) - Vintilă (wikt) - Vintileanu (wikt) - Vintilescu (wikt) - Vintiloiu (wikt) - Vințu (wikt) - Vinulescu (wikt) - Vioară (wikt) - Viocu (wikt) - Viodrasc (wikt) - Vioiu (wikt) - Viola (wikt) - Violeta (wikt) - Vior (wikt) - Vioreanu (wikt) - Viorel (wikt) - Viorică (wikt) - Vipie (wikt) - Virca (wikt) - Vireanu (wikt) - Virgil (wikt) - Virginaș (wikt) - Virinescu (wikt) - Viron (wikt) - Vișa (wikt) - Visalon (wikt) - Vișan (wikt) - Vișănescu (wikt) - Vișănoiu (wikt) - Vișanu (wikt) - Vișăoan (wikt) - Vișarinescu (wikt) - Visarion (wikt) - Vischi (wikt) - Viscol (wikt) - Viscopoleanu (wikt) - Vișcoți (wikt) - Viscreanu (wikt) - Vișea (wikt) - Vișean (wikt) - Vișenescu (wikt) - Vișenoiu (wikt) - Vișeroiu (wikt) - Vișescu (wikt) - Vișeu (wikt) - Vișinar (wikt) - Vișinari (wikt) - Vișineanu (wikt) - Vișinescu (wikt) - Vișinoiu (wikt) - Vișirin (wikt) - Vișlovschi (wikt) - Vișniec (wikt) - Vișoi (wikt) - Vișoianu (wikt) - Vișoiu (wikt) - Vișoreanu (wikt) - Vișovan (wikt) - Viștea (wikt) - Vișteanu (wikt) - Visterneanu (wikt) - Viștian (wikt) - Vistiernicu (wikt) - Vistrian (wikt) - Visu (wikt) - Vișu (wikt) - Vițălanu (wikt) - Vițălariu (wikt) - Vițălaș (wikt) - Vitalia (wikt) - Vitan (wikt) - Vițan (wikt) - Vitaru (wikt) - Vitcovschi (wikt) - Vițcu (wikt) - Viteaz (wikt) - Viteazu (wikt) - Vitejanu (wikt) - Vitejeanu (wikt) - Vițel (wikt) - Vițelar (wikt) - Vițelariu (wikt) - Vițelaru (wikt) - Vitencu (wikt) - Vițer (wikt) - Vițescu (wikt) - Vitișan (wikt) - Vitoc (wikt) - Vițonescu (wikt) - Vitor (wikt) - Vitoreanu (wikt) - Vitoș (wikt) - Vitovschi (wikt) - Vitriuc (wikt) - Vițu (wikt) - Vituș (wikt) - Vitușinschi (wikt) - Viu (wikt) - Viuleț (wikt) - Vizante (wikt) - Vizanti (wikt) - Vizaru (wikt) - Vizdei (wikt) - Vizeș (wikt) - Vizeși (wikt) - Vizeteu (wikt) - Vizetnovici (wikt) - Vizi (wikt) - Viziceanu (wikt) - Vizinteanu (wikt) - Vizireanu (wikt) - Vizirescu (wikt) - Viziru (wikt) - Viziteu (wikt) - Vizitiu (wikt) - Vizonte (wikt) - Vizu (wikt) - Vizuină (wikt) - Vizureanu (wikt) - Vizuroiu (wikt) | Vî - Vîciu (wikt) - Vîcu (wikt) - Vîga (wikt) - Vîgă (wikt) - Vîgăd (wikt) - Vîiu (wikt) - Vîja (wikt) - Vîjaică (wikt) - Vîjdea (wikt) - Vîjeilă (wikt) - Vîjială (wikt) - Vîjîeac (wikt) - Vîjîilă (wikt) - Vîjîitu (wikt) - Vîju (wikt) - Vîlcan (wikt) - Vîlcăneanțu (wikt) - Vîlcea (wikt) - Vîlceanu (wikt) - Vîlceleanu (wikt) - Vîlcianu (wikt) - Vîlcică (wikt) - Vîlcioiu (wikt) - Vîlciu (wikt) - Vîlciuc (wikt) - Vîlcoci (wikt) - Vîlcu (wikt) - Vîlculescu (wikt) - Vîle (wikt) - Vîlgeanu (wikt) - Vîlhem (wikt) - Vîlnoiu (wikt) - Vîlsan (wikt) - Vîlșan (wikt) - Vîlsănescu (wikt) - Vîlvoi (wikt) - Vînă (wikt) - Vînache (wikt) - Vînachi (wikt) - Vînaga (wikt) - Vînărsar (wikt) - Vînătoru (wikt) - Vînău (wikt) - Vînca (wikt) - Vînduț (wikt) - Vîneață (wikt) - Vînga (wikt) - Vînjeanu (wikt) - Vînjuleț (wikt) - Vînoagă (wikt) - Vînocea (wikt) - Vînosu (wikt) - Vînt (wikt) - Vîntdevară (wikt) - Vîntu (wikt) - Vîntur (wikt) - Vînturache (wikt) - Vînturici (wikt) - Vînturiș (wikt) - Vîrban (wikt) - Vîrcan (wikt) - Vîrciu (wikt) - Vîrcolacu (wikt) - Vîrcolici (wikt) - Vîrdaru (wikt) - Vîrdea (wikt) - Vîrdol (wikt) - Vîrgă (wikt) - Vîrgiu (wikt) - Vîrgolici (wikt) - Vîrîci (wikt) - Vîrjan (wikt) - Vîrje (wikt) - Vîrjog (wikt) - Vîrjoghe (wikt) - Vîrlam (wikt) - Vîrlan (wikt) - Vîrlănaș (wikt) - Vîrlănescu (wikt) - Vîrlanu (wikt) - Vîrlănuță (wikt) - Vîrlea (wikt) - Vîrlici (wikt) - Vîrlugă (wikt) - Vîrnă (wikt) - Vîrnav (wikt) - Vîrsan (wikt) - Vîrșescu (wikt) - Vîrtaci (wikt) - Vîrtan (wikt) - Vîrtea (wikt) - Vîrteanu (wikt) - Vîrtei (wikt) - Vîrtej (wikt) - Vîrtejan (wikt) - Vîrtejanu (wikt) - Vîrtic (wikt) - Vîrtolomei (wikt) - Vîrtopan (wikt) - Vîrtopeanu (wikt) - Vîrtosu (wikt) - Vîrva (wikt) - Vîrvara (wikt) - Vîrvarei (wikt) - Vîrvarii (wikt) - Vîrvăroi (wikt) - Vîrvea (wikt) - Vîrvescu (wikt) - Vîrvoni (wikt) - Vîrvoreanu (wikt) - Vîrză (wikt) - Vîrzob (wikt) - Vîșcan (wikt) - Vîscu (wikt) - Vîșcu (wikt) - Vîșmoc (wikt) - Vîț (wikt) - Vîță (wikt) - Vîtcă (wikt) - Vîțoga (wikt) - Vîzdoagă (wikt) - Vîzdoga (wikt) | Vl - Vlaciu (wikt) - Vlad (wikt) - Vlada (wikt) - Vlădache (wikt) - Vlădaia (wikt) - Vlădăianu (wikt) - Vlădan (wikt) - Vlădărean (wikt) - Vlădăreanu (wikt) - Vlădășel (wikt) - Vlădău (wikt) - Vladcoschi (wikt) - Vlădean (wikt) - Vlădeanu (wikt) - Vlădeșan (wikt) - Vlădescu (wikt) - Vladi (wikt) - Vlădia (wikt) - Vlădianu (wikt) - Vlădica (wikt) - Vlădică (wikt) - Vlădicescu (wikt) - Vlădilă (wikt) - Vladimir (wikt) - Vladimirescu (wikt) - Vlădinoiu (wikt) - Vlădoaica (wikt) - Vlădoescu (wikt) - Vlădoi (wikt) - Vlădoianu (wikt) - Vlădoiu (wikt) - Vladomir (wikt) - Vlădoni (wikt) - Vladovici (wikt) - Vladu (wikt) - Vlăducă (wikt) - Vlăduceanu (wikt) - Vlăducu (wikt) - Vlădui (wikt) - Vladul (wikt) - Vlăduleanu (wikt) - Vlăduleasa (wikt) - Vlădulescu (wikt) - Vlădunică (wikt) - Vlădușel (wikt) - Vlăduț (wikt) - Vlăduță (wikt) - Vlăduțescu (wikt) - Vlăduți (wikt) - Vlăduțiu (wikt) - Vlăduțoiu (wikt) - Vlăduțu (wikt) - Vlăescu (wikt) - Vlaga (wikt) - Vlăgea (wikt) - Vlah (wikt) - Vlahbei (wikt) - Vlahgăr (wikt) - Vlahu (wikt) - Vlahuță (wikt) - Vlai (wikt) - Vlaia (wikt) - Vlaic (wikt) - Vlaica (wikt) - Vlaici (wikt) - Vlaicomi (wikt) - Vlaiconi (wikt) - Vlaicu (wikt) - Vlăiculescu (wikt) - Vlăicuș (wikt) - Vlaie (wikt) - Vlainea (wikt) - Vlăișan (wikt) - Vlaja (wikt) - Vlăjie (wikt) - Vlăjincă (wikt) - Vlajniță (wikt) - Vlăjuț (wikt) - Vlancea (wikt) - Vlânceanu (wikt) - Vlangăr (wikt) - Vlas (wikt) - Vlasa (wikt) - Vlasă (wikt) - Vlasaci (wikt) - Vlașca (wikt) - Vlăsceanu (wikt) - Vlășceanu (wikt) - Vlăscianu (wikt) - Vlascici (wikt) - Vlașcu (wikt) - Vlase (wikt) - Vlasea (wikt) - Vlasici (wikt) - Vlasie (wikt) - Vlașin (wikt) - Vlasiu (wikt) - Vlassa (wikt) - Vlăstaru (wikt) - Vlaston (wikt) - Vlăzan (wikt) - Vleangă (wikt) - Vlej (wikt) - Vleja (wikt) - Vlejiu (wikt) - Vleju (wikt) - Vleoangă (wikt) - Vlioncu (wikt) - Vlismaș (wikt) - Vloangă (wikt) - Vlonga (wikt) |

| Vo - Voaidăș (wikt) - Voaideș (wikt) - Voaidoș (wikt) - Vocheci (wikt) - Vochescu (wikt) - Vochin (wikt) - Vochină (wikt) - Vochița (wikt) - Vochiță (wikt) - Vochițoaia (wikt) - Vochițoiu (wikt) - Vocilă (wikt) - Vodă (wikt) - Vodarici (wikt) - Vodeniciar (wikt) - Vodicean (wikt) - Vodiță (wikt) - Vodoiu (wikt) - Vofan (wikt) - Voia (wikt) - Voian (wikt) - Voic (wikt) - Voica (wikt) - Voican (wikt) - Voicea (wikt) - Voiceanu (wikt) - Voicencu (wikt) - Voicescu (wikt) - Voichescu (wikt) - Voichici (wikt) - Voichița (wikt) - Voichițoiu (wikt) - Voichițoniu (wikt) - Voicilă (wikt) - Voicilaș (wikt) - Voiciloiu (wikt) - Voicovici (wikt) - Voicu (wikt) - Voiculescu (wikt) - Voiculeț (wikt) - Voiculețiu (wikt) - Voidahazan (wikt) - Voie (wikt) - Voiebună (wikt) - Voilă (wikt) - Voileanu (wikt) - Voima (wikt) - Voin (wikt) - Voina (wikt) - Voine (wikt) - Voinea (wikt) - Voineag (wikt) - Voineagu (wikt) - Voineahu (wikt) - Voineanu (wikt) - Voinesc (wikt) - Voinescu (wikt) - Voineță (wikt) - Voinia (wikt) - Voinic (wikt) - Voiniceanu (wikt) - Voiniciuc (wikt) - Voinicu (wikt) - Voinigescu (wikt) - Voinilă (wikt) - Voinoiu (wikt) - Voinovici (wikt) - Voios (wikt) - Voiș (wikt) - Voisa (wikt) - Voișan (wikt) - Voișcu (wikt) - Voisei (wikt) - Voiț (wikt) - Voiteanu (wikt) - Voitec (wikt) - Voitencu (wikt) - Voitiș (wikt) - Voivod (wikt) - Voivozeanu (wikt) - Vojniac (wikt) - Voju (wikt) - Volcescu (wikt) - Volcinschi (wikt) - Voleivtiru (wikt) - Volenschi (wikt) - Volentir (wikt) - Volentiru (wikt) - Volerani (wikt) - Volescu (wikt) - Volf (wikt) - Volfman (wikt) - Volimbovschi (wikt) - Volintirescu (wikt) - Volintiriu (wikt) - Volintiru (wikt) - Voloacă (wikt) - Voloagă (wikt) - Volocariu (wikt) - Volocaru (wikt) - Volonciu (wikt) - Volosciuc (wikt) - Voloșciuc (wikt) - Voloșeniuc (wikt) - Voloșincu (wikt) - Voloșniuc (wikt) - Volovăț (wikt) - Vomvea (wikt) - Vona (wikt) - Vonaș (wikt) - Voncilă (wikt) - Vonica (wikt) - Vonică (wikt) - Vonu (wikt) - Vonvea (wikt) - Voricică (wikt) - Voridan (wikt) - Vornea (wikt) - Vornic (wikt) - Vornica (wikt) - Vorniceanu (wikt) - Vorniceasa (wikt) - Vornicel (wikt) - Vornicelu (wikt) - Vornicescu (wikt) - Vornicesei (wikt) - Vornicu (wikt) - Vornigolescu (wikt) - Vorobăț (wikt) - Vorobchievici (wikt) - Voronca (wikt) - Voroneanțu (wikt) - Voroneanu (wikt) - Voronianu (wikt) - Voroș (wikt) - Vorovei (wikt) - Vorovenci (wikt) - Vorvoreanu (wikt) - Voșloban (wikt) - Vosminschi (wikt) - Voșniuc (wikt) - Voștinar (wikt) - Voștinari (wikt) - Vouciuc (wikt) - Vovca (wikt) - Vozaru (wikt) | Vr - Vrabete (wikt) - Vrăbete (wikt) - Vrabie (wikt) - Vrăbieș (wikt) - Vrăbiescu (wikt) - Vrăbioiu (wikt) - Vrăbiuță (wikt) - Vraca (wikt) - Vraci (wikt) - Vraciu (wikt) - Vrajă (wikt) - Vrăjescu (wikt) - Vrăjitoarea (wikt) - Vrăjitor (wikt) - Vrăjitoriu (wikt) - Vrăjitoru (wikt) - Vrăjmașu (wikt) - Vrăjteanu (wikt) - Vrămuleț (wikt) - Vrană (wikt) - Vranău (wikt) - Vrancea (wikt) - Vrâncean (wikt) - Vrănceanu (wikt) - Vrânceanu (wikt) - Vrâncianu (wikt) - Vrânciu (wikt) - Vrânciuc (wikt) - Vrâncuța (wikt) - Vrâncuți (wikt) - Vrănescu (wikt) - Vrănianțu (wikt) - Vrapciu (wikt) - Vrășmas (wikt) - Vrășmașu (wikt) - Vrăteanu (wikt) - Vrătneanu (wikt) - Vrăzmaș (wikt) - Vreja (wikt) - Vrejea (wikt) - Vrejiu (wikt) - Vrejoiu (wikt) - Vreju (wikt) - Vreme (wikt) - Vremeră (wikt) - Vremeș (wikt) - Vremescu (wikt) - Vrencean (wikt) - Vrenicu (wikt) - Vresc (wikt) - Vreza (wikt) - Vriescu (wikt) - Vrîncean (wikt) - Vrînceanu (wikt) - Vrînceșanu (wikt) - Vrîncianu (wikt) - Vrîncuț (wikt) - Vrîncuță (wikt) - Vrote (wikt) - Vrotea (wikt) - Vrusie (wikt) | Vu - Vuc (wikt) - Vucan (wikt) - Vucă (wikt) - Vucea (wikt) - Vucescu (wikt) - Vucicovici (wikt) - Vucicu (wikt) - Vucol (wikt) - Vuculescu (wikt) - Vug (wikt) - Vuia (wikt) - Vuica (wikt) - Vuici (wikt) - Vujdea (wikt) - Vujdeu (wikt) - Vulc (wikt) - Vulcan (wikt) - Vulcănean (wikt) - Vulcăneanu (wikt) - Vulcănescu (wikt) - Vulcu (wikt) - Vulea (wikt) - Vuletici (wikt) - Vulpan (wikt) - Vulpanovici (wikt) - Vulpariu (wikt) - Vulparu (wikt) - Vulpașin (wikt) - Vulpașu (wikt) - Vulpe (wikt) - Vulpeanu (wikt) - Vulpeș (wikt) - Vulpescu (wikt) - Vulpie (wikt) - Vulpoi (wikt) - Vulpoiu (wikt) - Vulsan (wikt) - Vulsănescu (wikt) - Vultur (wikt) - Vulturar (wikt) - Vulturariu (wikt) - Vultureanu (wikt) - Vulturescu (wikt) - Vulturu (wikt) - Vulvoi (wikt) - Vunvulea (wikt) - Vura (wikt) - Vușcan (wikt) - Vuță (wikt) - Vuțan (wikt) - Vutcovici (wikt) - Vuțu (wikt) - Vuzitaș (wikt) |